# Посольство США в Україні
Посольство Сполучених Штатів Америки в Україні (англ. U.S. Embassy in Ukraine) — дипломатична установа США в Києві.

## Історія дипломатичних відносин
За часів УНР у 1917—1918 роках США мали консульства в Києві та Одесі, які відповідно очолювали Даґлес Дженкінс (англ. Douglas Jenkins) та Джон Рей (англ. John A. Ray). У 1976-1980 роках у Києві діяло генеральне консульство США на чолі з Робіном Портером (англ. Robin C. Porter) та Девідом Шварцем (англ. David Heywood Swartz). У 1991 році в Києві роботу генконсульства США було відновлено, його очолив Генеральний консул Джон Ґундерсен (англ. Jon Gundersen).
США визнали Україну 26 грудня 1991, американське посольство в Києві було відкрито 23 січня 1992, з тимчасовим повіреним у справах Джоном Ґундерсеном (англ. Jon Gundersen). Перший посол Роман Попадюк (англ. Roman Popadiuk) був призначений у травні 1992 року.

## Історія посольства

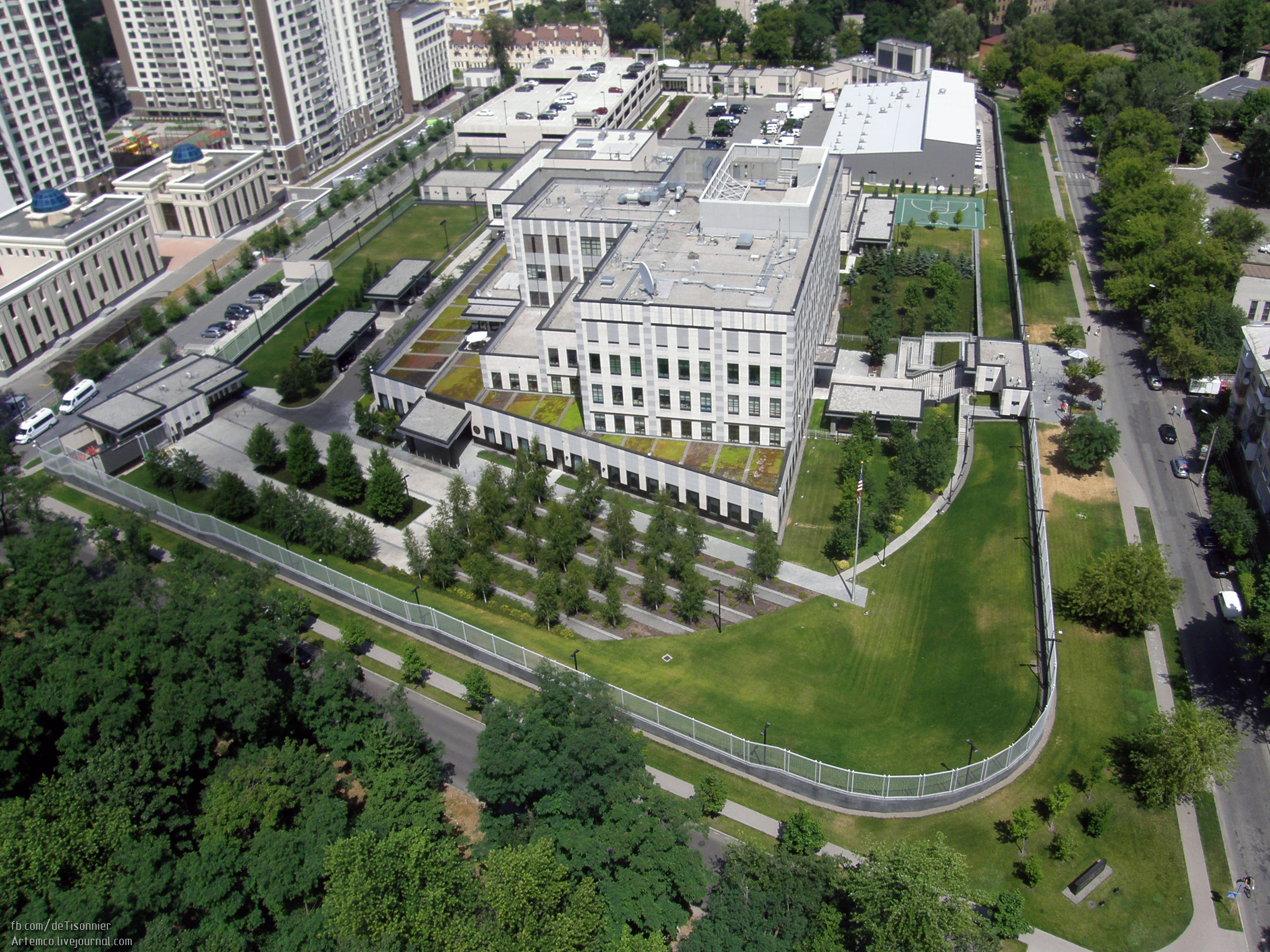
Посольство США в Україні

У 1917 році у Києві за адресою вул. Новопавлівська, 10 (з 1961 року — вул. Юрія Коцюбинського, 10; сучасна вул. Володимира Винниченка) було споруджено Храм Святого Серця Христового УГКЦ, який у 1935 році комуністична влада знесла. У 1950-х роках на його місці спорудили нову будівлю Шевченківського райкому КПУ, в якій з 1992 по 2012 рр. працювало Посольство США в Україні.
30 вересня 2008 року Державний департамент США уклав контракт на будівництво нової будівлі посольства у Києві з компанією Бі Ел Гарберт Інтернешнл (B.L. Harbert International). Управління проєктом будівництва здійснювало Бюро з експлуатації закордонних будівель Державного департаменту США.
Проєкт нового комплексу Посольства США у Києві відповідає міжнародним та українським будівельним нормам та стандартам, а також додатковим вимогам до відповідних будівель Державного департаменту США.
Проєкт посольського комплексу США у Києві відповідає всім екологічним вимогам і отримає сертифікат LEEDs — відповідності енергоощадності та екологічним нормам.
У травні 2009 року відбулася церемонія закладання фундаменту посольського комплексу посольства США, за участі посла США Вільяма Тейлора. З жовтня 2009 року почалося будівництво головного корпусу, яке тривало 23 місяці. Посольський комплекс площею 15 тисяч квадратних метрів, розрахованих на більш, як 700 осіб персоналу.
З 23 січня 2012 року Посольство США в Україні працює у новому посольському комплексі за адресою по вулиці Авіаконструктора Ігоря Сікорського, 4.
29 лютого 2012 року відбулася церемонія офіційного відкриття нового посольства США по вулиці Авіаконструктора Ігоря Сікорського 4 під головуванням посла США в Україні Джона Теффта і заступника Державного секретаря США з питань менеджменту Патрика Кеннеді. Серед почесних гостей, були Голова Верховної Ради України Володимир Литвин, міністр закордонних справ України Костянтин Грищенко, голова Адміністрації Президента України Сергій Льовочкін, голова Київської міської державної адміністрації Олександр Попов, українська співачка Руслана Лижичко та заступник директора Бюро закордонних будівель Державного департаменту США Гезер Таунсенд.
У посольстві представлено колекцію робіт американських та українських художників, у тому числі художниць Оксани Мась і Тамари Бабак. Посольство має галерею мультикультурних українсько-американських зв'язків. У Посольстві США працюють приблизно 181 американець і понад 560 українців, у посольстві представлено більше десяти урядових міністерств і відомств США.
8 червня 2017 року на території посольства стався інцидент «з використанням невеликого запального пристрою», однак це не призвело до жодних пошкоджень майна, постраждалих серед персоналу не було. МЗС України рішуче засудило інцидент на території Посольства США в Києві, який міг завдати шкоди життю і здоров'ю співробітників дипустанови..

## Склад Посольства
- Посол
- Посол OMS
- Представник дипломатичної місії
- Генеральний консул
- Адвокат у політичних справах
- Адвокат з економічних справ
- Торговий Аташе
- Сільськогосподарський Аташе
- Офіцер управління
- Офіцер управління Фінансами
- Офіцер управління інформації
- Регіональний офіцер контррозвідки
- Офіцер із загальних послуг
- Адвокат у цивільних справах
- Пресаташе
- Офіцер з питань культури
- Глава правоохоронної секції

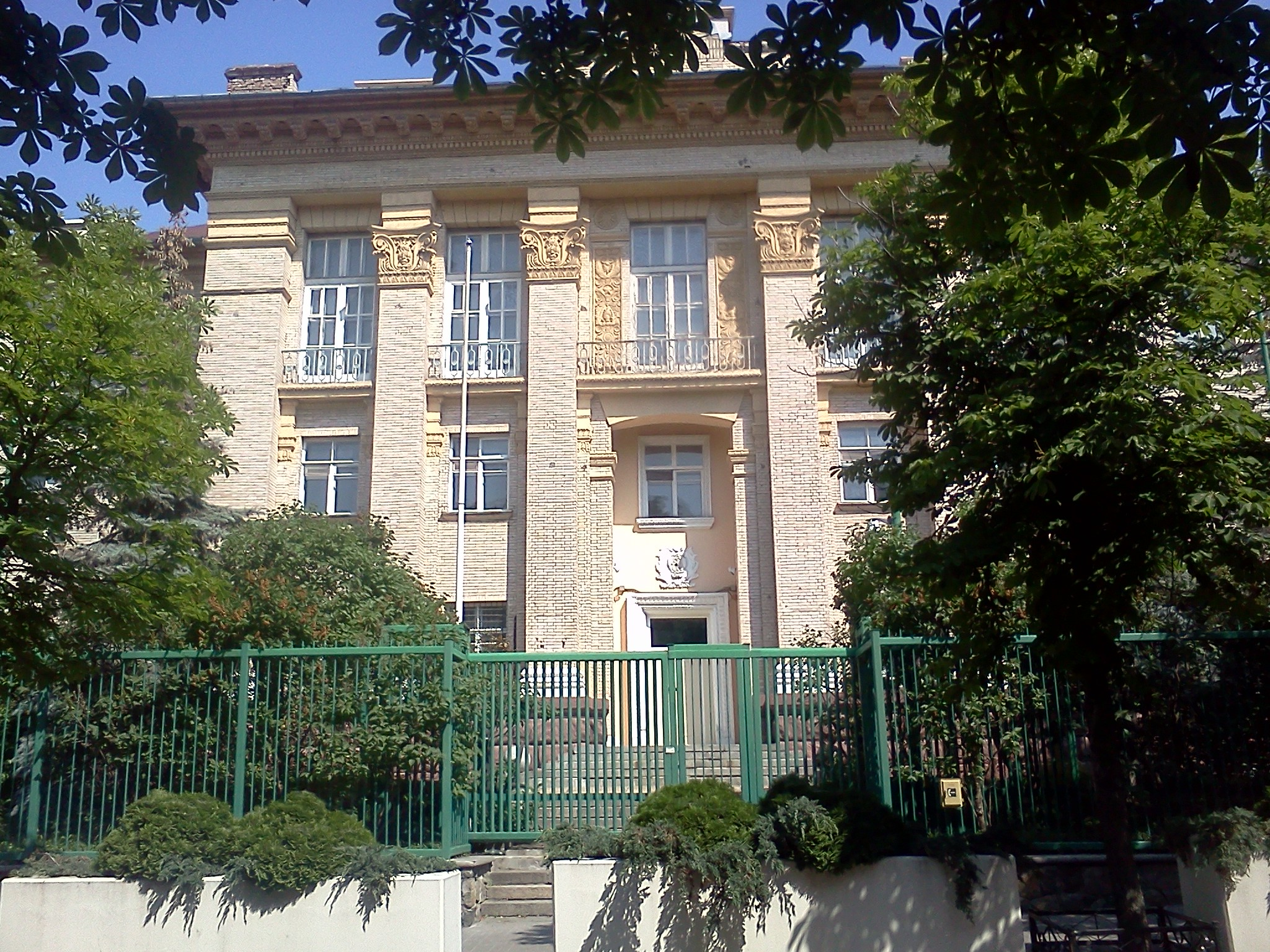
Колишня будівля Посольства США в Києві по вул. В. Винниченка, 10.

- Глава офісу Федерального Бюро Розслідувань
- Аташе з питань безпеки
- Глава офісу зниження загроз безпеки
- Директор із країн мирного корпусу
- Директор місії USAID в Україні, Білорусі і Молдові

## Посли США в Україні
| N    | Країна | Посол                                           | Зображення | Інформація |
| ---- | ------ | ----------------------------------------------- | ---------- | --- |
| т.п. | США    | Джон Ґундерсен (англ. Jon Gundersen)            |            | призначений 23 січня 1992, тимчасовий повірений у справах США в Україні, завершив місію у липні 1992                 |
| 1    | США    | Роман Попадюк (англ. Roman Popadiuk)            |            | призначений 11 травня 1992, вірчі грамоти вручив 4 червня 1992, завершив місію 30 липня 1993.                        |
| 2    | США    | Вільям Грін Міллер (англ. William Green Miller) |            | призначений 16 вересня 1993, вірчі грамоти вручив 21 жовтня 1993, завершив місію 6 січня 1998.                       |
| 3    | США    | Стівен Карл Пайфер (англ. Steven Karl Pifer)    |            | призначений 10 листопада 1997, вірчі грамоти вручив 8 січня 1998, завершив місію 9 жовтня 2000.                      |
| 4    | США    | Карлос Паскуаль (англ. Carlos Pascual)          |            | призначений 15 вересня 2000, вірчі грамоти вручив 22 жовтня 2000, завершив місію 1 травня 2003.                      |
| 5    | США    | Джон Едвард Гербст (англ. John E. Herbst)       |            | призначений 1 липня 2003, вірчі грамоти вручив 20 вересня 2003, завершив місію 26 травня 2006.                       |
| 6    | США    | Вільям Тейлор (англ. William B. Taylor)         |            | призначений 30 травня 2006, вірчі грамоти вручив 21 червня 2006, завершив місію 23 травня 2009.                      |
| 7    | США    | Джон Теффт (англ. John Tefft)                   |            | призначений 30 вересня 2009 року, вірчі грамоти вручив 9 грудня 2009, завершив місію 30 липня 2013.                  |
| 8    | США    | Джеффрі Пайєтт (англ. Geoffrey R. Pyatt)        |            | призначений 30 липня 2013 року, вірчі грамоти вручив 15 серпня 2013, завершив місію 30 липня 2016.                   |
| 9    | США    | Марі Йованович (англ. Marie Yovanovitch)        |            | призначена 18 травня 2016 року, вірчі грамоти вручила 29 серпня 2016, завершила місію 20 травня 2019.                |
| т.п. | США    | Джозеф Пеннінгтон (англ. Joseph Pennington)     |            | призначений 20 травня 2019 року, в.о. тимчасового повіреного у справах США в Україні, завершив місію 28 травня 2019. |
| т.п. | США    | Крістіна Квін (англ. Kristina A. Kvien)         |            | призначена 28 травня 2019 року, тимчасова повірена в справах США в Україні, завершила місію 18 червня 2019.          |
| т.п. | США    | Вільям Тейлор (англ. William B. Taylor)         |            | призначений 18 червня 2019 року, тимчасовий повірений у справах США в Україні, завершив місію 2 січня 2020.          |
| т.п. | США    | Крістіна Квін (англ. Kristina A. Kvien)         |            | призначена 2 січня 2020 року, тимчасова повірена в справах США в Україні, завершила місію 19 травня 2022.            |
| 10   | США    | Бріджит Брінк (англ. Bridget A. Brink)          |            | призначена 19 травня 2022 року, вірчі грамоти вручила 2 червня 2022, завершила місію 10 квітня 2025.                 |
| т.п. | США    | Джулі С. Девіс (англ. Julie S. Davis)           |            | призначена 5 травня 2025 року, тимчасова повірена в справах США в Україні.                                           |